# Liolaemus moradoensis
Espèce
Synonymes
- Liolaemus bellii moradoensis Hellmich, 1950

Liolaemus moradoensis est une espèce de sauriens de la famille des Liolaemidae.

## Répartition
Cette espèce est endémique du Chili.

## Étymologie
Son nom d'espèce, composé de morado et du suffixe latin -ensis, « qui vit dans, qui habite », lui a été donné en référence au lieu de sa découverte, la lagune d'El Morado.

## Publication originale
- Hellmich, 1950 : Beiträge zur Kenntnis der Herpetofauna Chiles. XIII. Die Eidechsen der Ausbeute Schröder (Gattung Liolaemus, Iguan.). Veröffentlichungen der Zoologischen Staatssammlung München, vol. 1, p. 129-194 (texte intégral).